# Distrito electoral de Sidney 5 (condado de Cheyenne, Nebraska)
Sidney 5 (en inglés: Sidney 5 Precinct) es un distrito electoral ubicado en el condado de Cheyenne en el estado estadounidense de Nebraska. En el Censo de 2010 tenía una población de 238 habitantes y una densidad poblacional de 0,79 personas por km².

## Geografía
Sidney 5 se encuentra ubicado en las coordenadas 41°4′12″N 102°51′55″O / 41.07000, -102.86528. Según la Oficina del Censo de los Estados Unidos, Sidney 5 tiene una superficie total de 301 km², de la cual 301 km² corresponden a tierra firme y (0%) 0 km² es agua.

## Demografía
Según el censo de 2010, había 238 personas residiendo en Sidney 5. La densidad de población era de 0,79 hab./km². De los 238 habitantes, Sidney 5 estaba compuesto por el 98.32% blancos, el 0.42% eran afroamericanos, el 0% eran amerindios, el 0% eran asiáticos, el 0% eran isleños del Pacífico, el 1.26% eran de otras razas y el 0% pertenecían a dos o más razas. Del total de la población el 3.78% eran hispanos o latinos de cualquier raza.